# Tissafernes
Tisafernes (en persa antic: Ciçafarnāʰ; grec antic: Τισσαφέρνης, llatí: Tissaphernes) fou un sàtrapa persa.
Vers el 415 aC fou comissionat per Darios II de Pèrsia per sufocar la revolta del sàtrapa Pisutnes de Lídia o Sardes, i va aconseguir la victòria subornant als mercenaris grecs de Pisutnes; aquest es va rendir sota la falsa garantia que el rei havia promès respectar la seva vida; Tisafernes el va substituir en el govern però Amorges, fill de Pisutnes, va continuar la revolta i el rei li va encarregar d'acabar també amb aquest rebel. També li fou encarregat el cobrament dels tributs a les ciutats gregues, especialment a les protegides d'Atenes, que atès l'estat d'agitació a la satrapia no s'havien recaptat darrerament.
Tisafernes va enviar el 412 aC un ambaixador a Esparta, proposant una aliança i demanant un exèrcit d'ajut, al que va prometre pagar; també s'havia d'ajudar a Quios i Èritres, estats grecs dins la seva satrapia, en una planejada revolta contra Atenes. Per influència d'Alcibíades l'ajuda espartana fou enviada (Tisafernes fou preferit a Farnabazos II de Frígia Hel·lespòntica que també havia demanat l'aliança espartana). El tractat fou signat pel mateix Tisafernes i per Calcideu pels espartans; el tractat estipulava que serien perses totes les ciutats o territoris que ho havien estat anteriorment.
Per un temps Tisafernes i els seus aliats van cooperar cordialment especialment a Milet contra els atenencs; els espartans, d'altra banda, el van ajudar contra Amorges en la reducció de Iasos a Cària. Amorges fou capturat. Però havien van esclatar dissensions pel pagament de la flota, que Tisafernes havia disminuït, i es va haver de fer un nou tractat que establia que Pèrsia donaria suport a totes les tropes enviades per Esparta mentre seguissin en territori persa, però implícitament reconeixia la sobirania persa sobre tots els estats grecs a Àsia.
L'hivern del 412 aC els espartans havien enviat 11 comissionats com a consellers d'Astíoc, i aquestos es van mostrar contraris al nou tractat i Tisafernes en resposta va trencar les converses i es va retirar; quan Alcibíades va abandonar el Peloponès i es va refugiar al territori de Tisafernes, aviat el va convèncer per mostrar-se més equilibrat entre Atenes i Esparta, cosa que beneficiava a Pèrsia més que un triomf d'un sobre l'altre. Aquest punt de vista fou assumit plenament pel sàtrapa que després no va voler canviar i donar suport ple a Atenes, i quan Pisandre d'Acarnes i els seus ambaixadors van anar a negociar una aliança es va mantenir en la posició d'equilibri.
Al cap d'un temps Tisafernes va buscar un nou tractat amb Esparta, i es va signar amb clàusules més precises sobre els pagaments i els drets del rei sobre les ciutats gregues d'Àsia es va redactar de manera més ambigua. Però tot i les promeses d'enviar a la flota fenícia en suport dels espartans contra Atenes, no va donar cap suport efectiu; els espartans es van alarmar pensant que els traïa i havia passat al bàndol atenenc convençut per Alcibíades i es van retirar de Milet i van sortir cap al nord on es van unir al sàtrapa Farnabazos II (411 aC); els espartans van expulsar a la guarnició persa d'Antandros dirigida per Arsaces, lloctinent de Tisafernes, i aquest va sortir d'Aspendos i es va dirigir a l'Hel·lespont, però més amb idea de reconciliar-se amb els espartans que de buscar l'enfrontament; de camí es va aturar a Efes on va fer un sacrifici a Àrtemis; després va seguir al nord on va trobar a Alcibíades que li va oferir regals, però Tisafernes va agafar als atenencs (per obtenir la confiança dels espartans) i els va enviar en custodia a Sardes; es va dirigir als espartans, i els va assegurar que la manca de suport de la flota fenícia havia estat a causa del fet que el rei la necessitava contra els àrabs i egipcis; sembla que no fou cregut. Alcibíades va escapar de la seva captivitat al cap d'un mes, i va deixar entendre que havia estat alliberat pel mateix sàtrapa, incrementant les sospites espartanes.
Tisafernes va continuar de cercar la confiança dels espartans però els seus intents es van trobar amb l'oposició d'Hermòcrates de Rodes; en aquell moment es va produir (410 aC) una revolució a Tassos on l'harmost espartà Etònic fou expulsat, i es va atribuir la instigació a Tisafernes. El 409 aC quan l'atenenc Tràsil va envair Lídia i estava davant d'Efes, Tisafernes hi va anar i va rebutjar la força atenenca.
El 408 aC Cir el Jove, fill del rei, fou nomenat sàtrapa de Lídia en lloc de Tisafernes, que va conservar Cària. El rei va escoltar l'acusació de Lisandre contra el sàtrapa, i va ordenar subministrar als lacedemonis; quan Cir va haver d'anar a la cort persa (405 aC), es va emportar en el viatge a Tisafernes, teòricament com un honor, però en la pràctica perquè no el volia deixar a Lídia. A la mort de Darios aquell mateix any, Tisafernes va acusar Cir de complotar contra Artaxerxes, i aquest es va salvar només per la intervenció de la seva mare Parisatis. Al seu retorn a Lícia i Cària els dos homes es van enfrontar pels límits de les seves dues satrapies (la de Tisafernes era subordinada de la de Cir el Jove); Milet era l'única ciutat grega que no havia transferit el seu suport a Cir, i es va revoltar però Tisafernes va aplanar la revolta en sang. Abans de la revolta de Cir, Tisafernes va enviar missatgers a Artaxerxes per avisar del que es preparava. A la batalla de Cunaxa (401 aC) fou un dels quatre generals que va dirigir l'exèrcit reial i manava l'ala esquerra amb la part principal de la cavalleria. Tisafernes va rebre del rei, altre cop, la satrapia vacant de Lídia.
Quan els deu mil van iniciar la retirada Tisafernes els va demanar una entrevista i els va oferir entrar al servei del rei el qual preguntava les raons de l'expedició. Al cap d'uns dies va dir que havia rebut comunicació del rei i estava autoritzat a conduir-los a les seves cases; es va fer un tractat i els grecs van començar a avançar; les sospites entre els dos costats van continuar i el general grec Clearc d'Esparta va demanar una entrevista amb Tisafernes per parlar de la situació; Clearc i quatre generals més que van anar a l'entrevista foren capturats a traïció. Un nou missatger enviat als grecs fou despatxat, ja que aquestos van refusar tornar a parlar amb ell. Tisafernes va fustigar als deu mil durant el seu viatge però sense causar problemes seriosos, fins que van arribar a les muntanes dels carducs on Tisafernes va deixar de seguir-los.
Es va dirigir a Sardes on va reclamar tota l'autoritat que corresponia als perses sobre les ciutats gregues que havien estat lleials a Cir. Aquestes ciutats, alarmades, van demanar ajut a Esparta que els va concedir. Esparta va enviar un exèrcit dirigit per Tibró (400 aC) al que el 399 aC va substituir Dercil·lides i va aprofitar la rivalitat entre Tisafernes i Farnabazos per concloure un tractat amb el primer, que abandonava als espartans la satrapia del segon; però el 397 aC els lacedemonis van atacar Cària, dins del domini de Tisafernes i llavors els dos sàtrapes es van unir encara que no es va produir cap gran combat i les negociacions que es van iniciar van acabar amb una treva que establia que la decisió final requeia en les autoritats d'Esparta i el rei de Pèrsia.
El 396 aC el rei Agesilau II d'Esparta va envair l'Àsia Menor amb la intenció declarada d'assolir la independència de les ciutats gregues. Tisafernes va proposar un armistici fins que les negociacions entre Esparta i Pèrsia s'acabessin, ja que va dir que pensava que l'acord final seria favorable als espartans; la treva fou acordada, però mentre, secretament, Tisafernes demanava ajut al rei; quan els reforços van arribar Tisafernes va ordenar a Agesilau de sortir d'Àsia, però el rei espartà s'hi va negar; va fingir un atac a Cària obligant a Tisafernes a concentrar les seves forces en aquesta regió, i llavors va fer la guerra a la Frígia Hel·lespòntica en territori de Farnabazos.
El 395 aC Agesilau va amenaçar Lídia i Tisafernes va haver de mantenir les forces a la zona per si l'atac era a Lídia o Cària; Agesilau va atacar la comarca de Sardes i la va assolar durant tres dies, derrotant a un cos de cavalleria enviat per Tisafernes. Les ciutats afectades es van queixar a la cort persa i allí Parisatis, la mare de Cir el Jove que volia venjança contra tots els que havien participat en la lluita contra el seu fill preferit, els va donar curs.
Artaxerxes va enviar a Tritaustes per matar a Tisafernes i substituir-lo en el govern. Tisafernes fou sorprès en el bany per Tritaustes, que portava una carta del rei que li permetia obtenir la cooperació dels funcionaris, i se li va tallar el cap, que fou enviat a la cort.